# Kẽm molybdat
Kẽm molybdat là một hợp chất vô cơ có công thức hóa học ZnMoO4. Nó được sử dụng như một sắc tố màu trắng, đó cũng là một chất ức chế ăn mòn. Nó có một phức liên quan là natri đimolybdatozincat(II), Na2Zn(MoO4)2. Vật liệu này cũng đã được nghiên cứu như một vật liệu điện cực.
Về cấu trúc của nó, các trung tâm Mo(VI) là tứ diện và trung tâm Zn(II) là bát diện.

## An toàn
Tiêu chuẩn LD50 (chuột) của kẽm molybdat là 11,5 mg/kg. Trong khi muối molybdat có độ hòa tan cao như natri molybdat có tính độc hại ở liều cao hơn, kẽm molybdat về cơ bản là không độc hại vì nó không tan trong nước. Molybdat có độc tính thấp hơn cromat hoặc muối chì và do đó được xem như là một chất thay thế cho các muối này để ức chế ăn mòn.

## Hợp chất khác
ZnMoO4 còn tạo một số hợp chất với NH3, như ZnMoO4·4NH3·xH2O (x = 0 hoặc 2) là tinh thể không màu.